# Heterochyta
Heterochyta is een geslacht van vlinders van de familie sikkelmotten (Oecophoridae), uit de onderfamilie Oecophorinae.

## Soorten
- H. asteropa Meyrick, 1906
- H. pyrosema Lower, 1899
- H. xenomorpha Meyrick, 1906